# Anagelasta grisea
Anagelasta grisea là một loài bọ cánh cứng trong họ Cerambycidae.